# Егерхорн, Фридрих Адольф
Фридрих (Фредрик) Адольф Егерхорн (швед. Fredrik Adolf Jägerhorn af Spurila, фин. Fredrik Adolf Jägerhorn af Spurila; 2 мая 1760, Хельсинки — 23 декабря 1817, Перная)  — шведский полковник,  затем русско-финляндский государственный деятель, кюмменегордский губернатор (1810—1812).

## Биография
Родился в 1760 году в городе Ванда поблизости от Гельсингфорса в шведской дворянской семье. С 1767 года служил в драгунском полку, с 1775 года был пажом при королевском дворе, с 1777 года служил в шведской лейб-гвардии. Участвовал в Русско-шведской войне 1788–90 годов. В 1799 году был произведён в полковники. В 1801—1808 годах возглавлял пехотный полк, именовавшийся в связи с этим полком Егерхорна. 
Начиная с 1803 года полк нёс службу по охрану русско-шведской (на тот момент; фактически же — русско-финской границы). В начале Русско-шведской войны 1808—1809 годов половина полка сосредоточилась в Свартхольме, а вторая половина в Свеаборге, там же находился и сам Егерхорн. 
Свеаборг, считавшийся сильной крепостью, был осаждён русскими войсками; помощь от короля Швеции запаздывала. В этих условиях Егерхорн, занимавший должность заместителя коменданта, стал сторонником капитуляции крепости. Свеаборг был сдан. Егерхорн сперва считался в военнопленным, но затем принёс присягу на верность императору Александру I и летом 1808 года отправился в Санкт-Петербург, где поступил на русскую службу. ОН был награждён орденом Святой Анны 1 степени, назначен кюмменегордским губернатором, и занимал этот пост с 1810 по 1812 год, когда вышел в отставку по собственному прошению. В Швеции полковник Егерхорн за свои действия был лишён ордена Меча, которым был награждён за боевое отличие в предыдущей войне с Россией. 
Скончался в Великом княжестве Финляндском в 1817 году.